# Servius Tullius
Servius Tullius was volgens de Romeinse overlevering de zesde koning van Rome (578 - 534 v.Chr.), en een van de drie Etruskische koningen die Rome hebben geregeerd.
De overlevering vertelt dat Servius - volgens Titus Livius was hij een telg uit een door de Romeinen overwonnen koningsgeslacht, andere auteurs houden hem voor de zoon van een huisslavin - als kind werd opgevoed in het paleis van Tarquinius Priscus en Tanaquil. Eens had iemand waargenomen dat het hoofd van het slapende jongetje werd omgeven door een kroon van vlammen. Tanaquil herkende dit als een goddelijk voorteken van een bijzondere toekomst voor het kind, dat om die reden door het echtpaar als hun zoon werd geadopteerd. Mettertijd wist deze Servius zelfs Arruns en Lucius, de eigen zonen van Tarquinius, als troonopvolger te verdringen. Toen Tarquinius daarop vermoord werd door de afgunstige zonen van zijn voorganger Ancus Martius, wist Tanaquil door haar koelbloedige optreden het koningschap voor Servius veilig te stellen. Zij hield de dood van haar echtgenoot verschillende dagen geheim en installeerde intussen haar adoptiezoon stevig op de troon.
Omdat hij Tarquinius’ zonen had verdrongen, wilde Servius Tullius zich met hen verzoenen, en gaf hij hun zijn eigen dochters ten huwelijk. Ze heetten beide Tullia, zoals de gewoonte was in Rome. Tullia major, de oudste, was goed en zachtaardig, Tullia Minor, de jongste, eerzuchtig en boosaardig. Ook de zoons van Tarquinius waren verschillend van aard: Lucius was trots en opvliegend en Aruns was bescheiden en vriendelijk. Servius dacht dat Lucius een beter mens zou worden, wanneer hij met de jongste dochter trouwde, en dat zijn eerzuchtige dochter in het huwelijk met Aruns wat nederigheid zou leren. Het pakte echter geheel anders uit. De jongere Tullia, gehuwd met de in haar ogen te weinig ambitieuze Arruns, knoopte een relatie aan met diens jongere broer Lucius, die meer aan haar smaak beantwoordde. Samen vermoordden ze eerst hun respectievelijke partners Aruns en de oudere Tullia, waarna Tullia haar minnaar ertoe aanzette ook af te rekenen met haar vader.
Lucius slaagde erin de Senaat op te zetten tegen de koning, die met harde hand uit de eerbiedwaardige vergadering werd gezet. Door iedereen in de steek gelaten, werd Servius Tullius in de straten van Rome afgemaakt. Om zeker te zijn dat hij helemaal dood was, reed Tullia zelfs met haar wagen beestachtig over het lijk van haar vader. Haar minnaar werd nadien koning als Tarquinius II de Hoogmoedige.
Servius Tullius voltooide de bouw van de eerste stadsmuur van Rome, die begonnen was onder de regering van Tarquinius Priscus, zijn voorganger. Een deel van die muur is nog te zien naast het spoorwegstation Roma Termini.
Servius Tullius staat bekend als een belangrijk hervormer. Hij verdeelde het Romeinse staatsgebied in bestuurlijke districten, de tribus, 6 voor de stad en 26 voor de ommelanden. Ook zou van hem de staatsregeling afkomstig zijn die de burgers op grond van hun vermogen in centuriae indeelde, waardoor de plebs politieke rechten kreeg, omdat niet langer geboorte maar vermogen het criterium van indeling der burgerij vormde. Stemrecht in de volksvergadering (comitia) werd voortaan uitgeoefend per centuria, waarvan er in totaal 193 waren; de absolute meerderheid lag in handen van de rijkste burgers, ingedeeld in 98 centuriae. Zijn hervormingen lijken naar westerse normen allesbehalve vooruitstrevend. Maar als je de diepere redenering achter de hervorming bekijkt moet je toegeven dat deze hervorming zijn tijd ver vooruit was. Namelijk: de 'rijken' moesten 98 centuria legereenheden leveren, omdat zij het meest betalen, hebben zij ook recht op het meeste politieke inspraak.
Titus Livius schrijft in zijn meesterwerk Ab Urbe Condita dat na de dood van zijn opvolger, Tarquinius Superbus, Duo consules inde comitiis centuriatis a praefecto urbis ex commentariis Ser. Tulli creati sunt, ofwel "twee consuls werden door de Comitia Centuriata door de prefect van de stad volgens voorschriften van Servius Tullius gekozen." Hiermee impliceert Livius dat Servius Tullius op den duur de monarchie af wilde schaffen.
Ook al gaat het leven van Servius Tullius gedeeltelijk terug op historische feiten, toch maakt het geheel van zijn hervormingen de indruk van een achteraf opgestelde, theoretische constructie. Mogelijk bestond er een dergelijk systeem in de 5e eeuw v.Chr., maar details en verdere ontwikkeling zijn door mythevorming hoogst onzeker geworden.